# FK Astibo Štip
FK Astibo Štip (makedonski: ФК Астибо Штип) sjevernomakedonski je nogometni klub iz Štipa.

## Povijest
Klub je osnovan 1957. godine i nosi staro ime grada Štipa. U svojoj povijesti klub je igrao nekoliko sezona u Makedonskoj drugoj ligi.

## Uspjesi
Treća makedonska nogometna liga
- 1996./97. (skupina Istok)

## Vanjske poveznice
- Profil na macedonianfootball.com